# Заводской проезд (Балашиха)
Заводской проезд — небольшая улица (проезд) в микрорайоне Балашиха-3 города Балашиха Московской области.

## Описание
Заводской проезд расположен в микрорайоне Балашиха-3, в центральной части его жилой застройки с прямоугольной квартальной планировкой. Представляет собой короткий переулок из двух отрезков, параллельный улице Чехова и пересекающий главную композиционную ось жилого микрорайона — Октябрьскую улицу, которую он соединяет с двумя другими, ей параллельными: Комсомольской улицей (к западу) и Пушкинской улицей (к востоку). Севернее проходит параллельный ему большой Московский проезд.
Нумерация домов — от Комсомольской улицы. В настоящее время по Заводскому проезду числится всего три здания, адресация остальных — по основным улицам.

## Здания и сооружения
Нечётная сторона
№ 1 — жилой дом (2 этаж.; кирпичн.)
Чётная сторона
- № 2 — жилой дом (3 этаж.; кирпичн., с декоративными штукатурными элементами)
- № 4 — жилой дом (3 этаж.; кирпичн., с декоративными штукатурными элементами); ООО «Облстройпроект»

## Интересные факты
На нечётной (северной) стороне проезда между Октябрьской и Пушкинской улицами также существоваа двухэтажная жилая застройка, которая была снесена перед началом строительства двух жилых корпусов с подземной парковкой в первой половине 2000-х (ул. Октябрьская, 8 и ул. Пушкинская, 5).